# 鲁世巍
鲁世巍（1966年1月—），男，安徽无为人，中华人民共和国外交官，曾任中华人民共和国驻槟城总领事。
-

## 生平
1989年，进入中华人民共和国外交部工作，先后在外交部政策研究室、驻泰国大使馆、外交部政策研究司、外交部驻香港特派员公署任职。2010年，任外交部新闻司参赞，期间曾任清华大学当代国际关系研究院驻院研究员。2013年，挂职黑龙江省黑河市人民政府副市长。2015年，任全国人民代表大会外事委员会办公室副主任。2018年7月，出任中华人民共和国驻槟城总领事。2022年8月，自驻槟城总领事离任。后任外交部政策规划司副司级参赞。